# Информационно-справочный документ
Информационно-справочный документ — документ, который сообщает сведения, побуждающие принимать определенные решения, то есть инициирует управленческие решения, позволяет выбрать тот или иной способ управленческого воздействия. 
Информационно-справочные документы не содержат поручений, не обязывают выполнять поручения. Их особенностью является то, что они идут снизу вверх по системе управления: от работника к руководителю подразделения, от руководителя подразделения к руководителю организации, от подведомственной организации в вышестоящую.

## Состав информационно-справочных документов
- докладная записка
- предложение
- представление
- заявление
- письмо
- протокол
- акт
- справка